# Collège Boréal
Le Collège Boréal est un établissement de formation postsecondaire francophone servant le Nord et le Centre-Sud-Ouest de l'Ontario. Cadet des 24 collèges d'arts appliqués et de technologie de la province, ce collège communautaire détient pour la 12e fois en 13 ans le plus haut taux d'obtention de diplôme et, pour la 9e fois en 12 ans, le plus haut taux de satisfaction des diplômés parmi ses homologues ontariens. Basé à Sudbury, en Ontario, au Canada, le Collège Boréal compte au total 42 centres d’accès répartis dans 28 villes de la province, incluant ses 7 campus de Hearst, Kapuskasing, Nipissing, Sudbury, Timmins et Toronto. 
Ouvert depuis 1995, le Collège Boréal est un établissement de formation postsecondaire où les étudiants reçoivent des programmes techniques leur facilitant l'accès à un marché du travail bilingue.
En 2002, le Collège Boréal a ouvert un campus à Toronto, reprenant ainsi les programmes et services du Collège des Grands-Lacs. Inauguré le 27 septembre 2012, le nouveau campus de Toronto est aujourd'hui situé au 1, rue Yonge.

## Présidents du Collège Boréal
Le président actuel du collège est Denis Hubert-Dutrisac. Il a remplacé Gisèle Chrétien en 2006, après sa nomination à la présidence de la chaîne de télévision francophone TFO. Denis Hubert-Dutrisac a annoncé en novembre 2012 qu'il prendrait sa retraite prochainement et a quitté ses fonctions en septembre 2013. Le 10 juin 2013, Pierre Riopel a été désigné pour lui succéder.
| Date           | Description           |
| -------------- | --------------------- |
| 1994 – 1998    | Jean Watters          |
| 1998 – 2006    | Gisèle Chrétien       |
| 2006 – 2013    | Denis Hubert-Dutrisac |
| 2013 – 2016    | Pierre Riopel         |
| 2016 – présent | Daniel Giroux         |

## Mission
Le Collège Boréal offre une éducation personnalisée de qualité à une clientèle diversifiée et exerce un leadership communautaire pour favoriser le développement durable de la communauté francophone de l'Ontario.

## Vision
« Nourrir le savoir et faire vibrer la culture »

## Installations
Outre ses campus et ses centres d’accès, le Collège Boréal comprend des installations aux objectifs pédagogiques variés touchant de nombreux secteurs d'activité. Les sciences de la santé, les métiers, les arts culinaires, les services communautaires et les technologies de l'environnement figurent parmi ses principaux champs d'expertise.
En 2007, le deuxième étage de l'édifice principal du collège accueillait officiellement le Musée Minshall. Don de la famille du défunt Aubrey Minshall, cette collection d'animaux naturalisés s'avère un atout pour les étudiants des programmes de Richesses naturelles.
En 2009 était inauguré au campus principal de Sudbury le Centre Xstrata Nickel de recherches appliquées en biodiversité. Grâce à une capacité de production 500 000 arbres par année, ce centre contribue aux efforts de reverdissement de la ville du Grand Sudbury et des entreprises minières du nord de la province. Depuis 2011, une forêt expérimentale de 2 100 acres ajoute à l'expérience de terrain des étudiants des programmes de foresterie.  
En 2010, le Centre Louis-Riel était inauguré, avec pour mission d'offrir une vaste gamme de services aux étudiants autochtones. Divers ateliers et de spectacles y sont offerts chaque année comme les soirées Fierté autochtone ayant accueilli, en mars 2013, les artistes Florent Vollant et Elisapie Isaac.
En 2011, le Collège inaugurait un nouveau restaurant, Au pied du rocher, où s'exercent depuis les talents des étudiants en Arts culinaires – un programme dirigé en partenariat avec le Canadian Food and Wine Institute de Niagara College.
En 2012, le Collège Boréal inaugurait un tout nouveau campus en plein cœur de Toronto, au 1, rue Yonge. La même année, une nouvelle salle de spectacle de 358 places ouvrait également ses portes pour le plus grand plaisir des amateurs d'art et de culture du Grand Sudbury. Rappelons que depuis 1997, le centre des productions théâtrales sudburoises du Théâtre du Nouvel-Ontario (TNO) se trouve au sein du campus principal de Sudbury.   

## Programmes
Le Collège Boréal compte 78 programmes postsecondaires et d'apprentissage à travers ses cinq écoles, soit l'École des sciences de la santé, l'École des métiers et des technologies appliquées, l'École des arts, l'École du développement et des sciences générale, et l'École des affaires et des services communautaires. 
En collaboration avec Contact Nord, 112 centres de formation en ligne et 31 salles de vidéoconférence sont également disponibles à travers le réseau du Collège Boréal.

## Résidences
Les résidences comptent 70 unités et peuvent loger 138 étudiants (la plupart des unités logent chacune 2 étudiants).

## Partenariats
Le Collège Boréal compte plus de 250 partenaires d'affaires et communautaires sur l'ensemble de son territoire. Ces partenariats sont le terreau d'où émergent de nombreuses initiatives et partages de ressources qui contribuent à la vitalité de la francophonie en Ontario.  
Au fil des années, le Collège Boréal a également mis sur pied 27 ententes d'articulation avec 9 universités canadiennes afin d'accélérer le processus de diplomation universitaire de ses diplômés qualifiés. Bien que toujours sujets aux critères d'admission des universités faisant partie de ces ententes, beaucoup de diplômés de Boréal voient ainsi leurs occasions de carrière optimisées. Sur la scène internationale, le Collège entretient maints partenariats avec des institutions d'autres pays – notamment avec le Costa Rica – pour une plus vaste transmission de l'expertise à travers divers programmes d'aide et de formation techniques.

## Sports
Le Collège Boréal est membre de l'Ontario Colleges Athletic Association (OCAA) et de la Canadian Colleges Athletic Association (CCAA). Les Vipères, l'équipe du Collège, s'illustrent dans six disciplines sportives au niveau provincial avec l'OCAA. En tant que membres de la CCAA, ses équipes féminines et masculines sont admissibles aux compétitions du National Championship au basketball, au badminton ainsi qu'au volleyball.

## Campus
- Sudbury
- Hearst
- Kapuskasing
- Timmins
- Toronto
- Nipissing Ouest

## Centres d'accès
Centre-Sud-Ouest de l'Ontario:
- London (bureau régional)
- Hamilton
- Welland (Niagara)
- Barrie
- Toronto
- Windsor

Nord de l'Ontario:
- Blind River
- Chapleau
- Dubreuilville
- Elliot Lake
- Kirkland Lake
- Longlac
- Noëlville
- North Bay
- New Liskeard
- Thunder Bay
- Wawa